# Dorsale di Phoenix

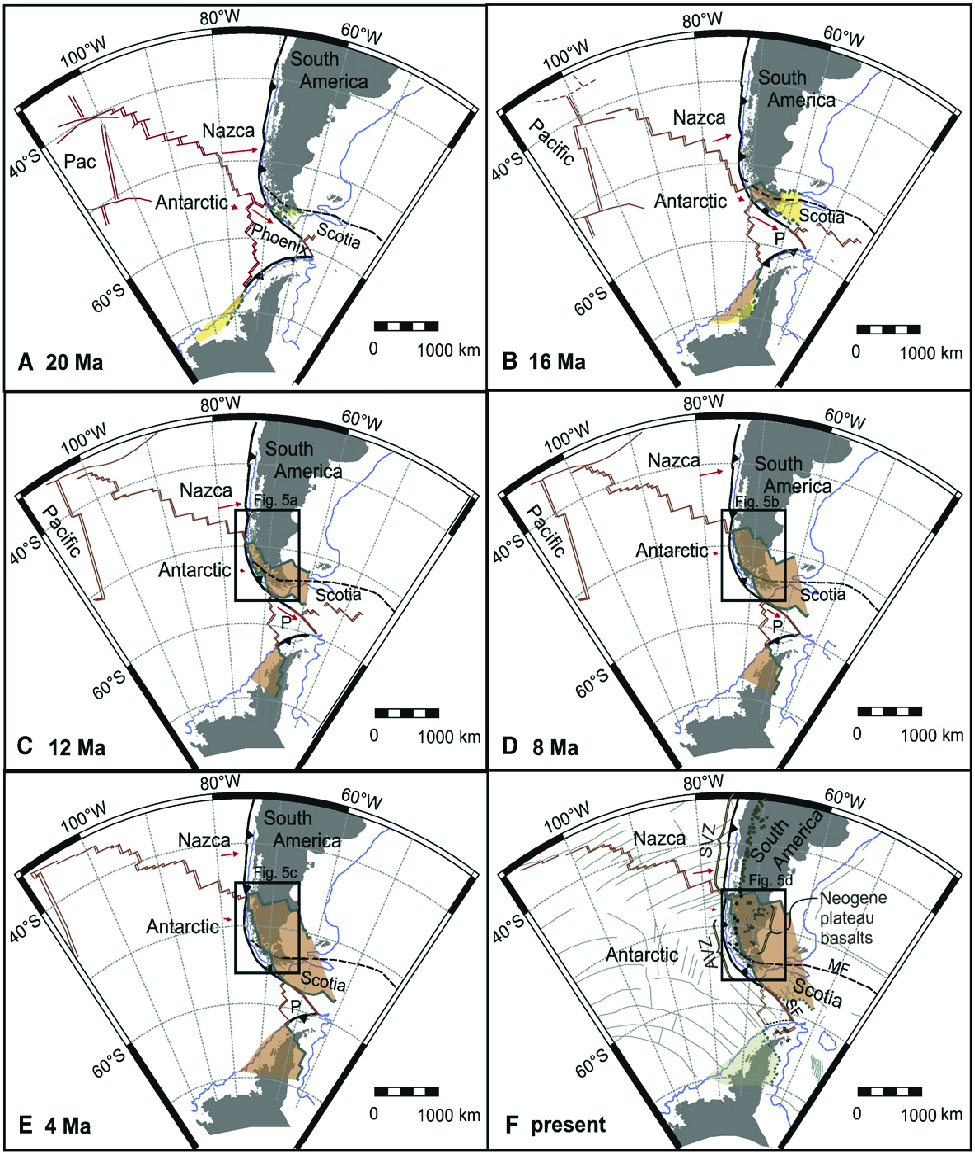
La progressiva scomparsa della placca di Phoenix al di sotto della placca antartica, con il conseguente ridimensionamento dell'omonima dorsale, posta al confine tra le due placche

La dorsale di Phoenix, conosciuta anche come dorsale di Aluk, è una dorsale oceanica, un margine divergente di placche tettoniche. Oramai estinta, la dorsale è situata sul fondo dell'Oceano Pacifico e, sin dal medio-Cretacico, faceva parte del margine divisorio tra la placca pacifica e la placca di Phoenix, che in tempi remoti aveva per l'appunto un carattere divergente.
La dorsale di Phoenix è composta da tre diverse sezioni e, fino a 84 milioni di anni fa, aveva una velocità di accrescimento di circa 18–20 cm/anno. Una forte diminuzione in tale velocità dovrebbe essersi verificata circa 52,3 milioni di anni fa, in corrispondenza dell'inizio di un moto di convergenza della placca di Phoenix verso la placca antartica. 
Da allora la dorsale ha cessato la propria attività espansiva e ha iniziato a scomparire, assieme alla placca di Phoenix, per subduzione al di sotto della placca antartica, in corrispondenza della Penisola Antartica, fino a che, verso la fine del Miocene, anche la subduzione è terminata, o comunque è drasticamente rallentata, portando alla sostanziale inglobazione della placca di Phoenix nella placca antartica e al termine di ogni attività geologica presso la dorsale.